# 乔治·索德因德·索维米莫
乔治·索德因德·索维米莫（George Sodeinde Sowemimo，1920年11月8日—1997年11月29日），奥贡州扎里亚人，尼日利亚法学家、尼日利亚首席大法官。

## 生平
1920年11月8日，乔治·索德因德·索维米莫出生于奥贡州扎里亚，是索福鲁韦·索维米莫和丽贝卡·索维米莫之子。他在卡诺的圣三一学校上学，不久转入拉各斯的C.M.S.文法学校学习。1941年至1944年，他在尼日利亚铁路公司短暂工作过。1948年，他获得了布里斯托尔大学的法学学士学位，还在中殿律师学院接受了一年培训后重返尼日利亚，成立了自己的律师事务所。
1951年，索维米莫被任命为治安法官。1956年，升任首席治安法官。1961年，他进入拉各斯高等法院担任法官。1972年，他被任命为尼日利亚最高法院的法官。在尼日利亚司法机构效力多年后，1983年，他被正式任命为尼日利亚首席大法官，接替已故的阿坦达·法塔伊·威廉姆斯大法官。1985年，索维米莫退休，当时他已达到65岁的法定退休年龄。在最高法院期间，他曾对奥巴费米·阿沃洛沃及其他26名同伙的叛国罪名做出判决。
1997年11月29日，乔治·索德因德·索维米莫因病于家中去世，享年77岁。